# Enoch Arden
Enoch Arden (ang.) – nakręcony w dwóch częściach krótkometrażowy, czarno-biały, fabularny film niemy Davida Wara Griffitha z 1911 roku oparty na powieści Alfreda Tennysona pod tym samym tytułem.
W filmie operator Billy Bitzer zastosował po raz pierwszy metodę kontrolowanego oświetlenia planu. B. Bitzer wynalazł sposób oświetlania sceny przy pomocy tablic odblaskowych umieszczanych za plecami aktorów dla odbicia światła w celu uzyskania efektu słonecznej kontry i drugiej oświetlającej ich twarze światłem odbitym od pierwszej. Premiera filmu odbyła się 12 czerwca 1911 roku.

## Obsada
- Wilfred Lucas – Enoch Arden
- Linda Arvidson – Annie Lee
- Francis J. Grandon – Philip Ray
- George Nichols – kapitan
- Joseph Graybill – rozbitek
- Florence Lee – plażowiczka
- Jeanie Macpherson – plażowiczka
- Alfred Paget – rozbitek
- Blanche Sweet – plażowiczka
- Edward Dillon – wybawca
- Dell Henderson – wybawca
- Henry Lehrman – mężczyzna na łodzi ratunkowej
- Charles West – mężczyzna w barze
- Grace Henderson – właścicielka gospody
- Guy Hedlund – mężczyzna na łodzi ratunkowej
- William J. Butler – mężczyzna w barze
- Robert Harron – syn Arden jako nastolatek
- W.C. Robinson – wybawca